# 日本映画発達史
『日本映画発達史』（にほんえいがはったつし）は、映画史家・田中純一郎による日本映画の進展の足跡を描いた全5巻の大著。著者の代表作で、本書による功績により、1966年（昭和41年）に藍綬褒章を受章、1968年（昭和43年）12月1日には「映画の日」特別功労賞を受賞した。

## 来歴
『日本映画発達史』は当初、1957年（昭和32年）に第1巻『活動写真時代』、第2巻『無声からトーキーへ』、第3巻『戦後映画の解放』中央公論社（現：中央公論新社）として刊行された。
この時点で同書があつかった時代は、1896年（明治29年）のキネトスコープの日本上陸から、1951年（昭和26年）の東映の発足やイタリアのネオレアリズモ映画の日本上陸までである。対象領域は、日本の劇映画やニュース映画、ドキュメンタリー映画の製作・配給・興行の全側面、アメリカ合衆国の映画を中心とする日本国外で製作された映画の日本での配給・興行とその受容、映画会社の興亡、政府と産業の移り変わり、映画出版に関わる書籍・雑誌等のジャーナリズム・研究等である。
著者自身が述べるように「日本映画史」に意識的に取り組み始めた大正末期から昭和初期には、日本には「映画史」に関する書籍は存在せず、新聞記事を渉猟し、存命の人物に直接取材するほかに方法はなかった。田中が映画史に取り組み始めたのは、当時朝日新聞社で「映画年鑑」を発行しようとしていた星野辰男（保篠龍緒）の勧めであり、初めて第1稿が映画年鑑に掲載されたのは、1926年（大正15年）のことであった。明治時代の資料が揃ったのは1943年（昭和18年）であり、20年近い年月を費やした。ここまでの初出は、星野編集の映画年鑑のほか、『映画評論』、『キネマ旬報』等である。
1966年（昭和41年）、本書を中心とする日本映画史の探求著述の功績により、藍綬褒章を受章した。
1968年（昭和43年）『日本映画発達史 IV 史上最高の映画時代』を刊行。1951年（昭和26年）末までの記述を10年分書き足し、同年8月の黒澤明監督の『羅生門』が第12回ヴェネツィア国際映画祭で金獅子賞を受賞、日本映画の海外への進出から、1963年（昭和38年）、映画監督の小津安二郎が死去し、1966年（昭和41年）までを範囲とする。同年12月1日、本書を中心とした多年の功績に「映画の日」特別功労賞を受賞した。
1975年（昭和50年）12月、中央公論社「中公文庫」に『日本映画発達史 I 活動写真時代』を、翌1976年（昭和51年）1月・2月・3月に各巻を改訂再刊。同年7月に『日本映画発達史 V 映像時代の到来』を刊行。1967年（昭和42年）から1975年（昭和50年）までを対象とした。既刊の文庫化にあたり、諸処加筆・訂正を加えるとともに、各巻の巻末に「日本記録映画の系譜、その他」の項を設け、合計5章分を大幅に加筆した。最終的に「無声映画から寅さんまで」と銘打れ、全5巻で刊行された。
『日本映画発達史 V 映像時代の到来』巻末に、1896年 - 1975年を対象とした「日本映画発達史年表」、主要人名、主要作品の索引が付されている。同巻あとがきで「本版をもって定本としたい」とのべた。文庫版の各巻表紙は、第1巻の「最新版活動写真雙六」（1918年発行）を初めに、第2巻に伊藤大輔監督の『丹下左膳 剱戟の巻』（1934年）、第3巻に木下恵介監督の『カルメン故郷に帰る』（1951年）、第4巻に黒澤明監督の『用心棒』（1961年）、第5巻にマキノ雅弘監督の『純子引退記念映画 関東緋桜一家』（1972年）のポスターが用いられている。
他に1969年（昭和44年）6月から1972年（昭和47年）12月にかけ、『視聴覚教育』誌に連載したものを加筆し、1979年（昭和54年）9月に『日本教育映画発達史』が、蝸牛社で刊行された。
1980年（昭和55年）2月から同年6月に、箱入り上製本・全5巻で新版刊行された。並行して同年4月、本書のインサイド・ストーリー、外伝として『日本映画史発掘』が、冬樹社で刊行した。1985年（昭和60年）8月に『活動写真がやってきた』に改題、中公文庫で刊行した。
1989年（平成元年）3月26日、著者の田中が没す、満86歳没。
「定本」と明言した文庫版の完結から約40年を経た2010年代現在は各版とも絶版である。

## ビブリオグラフィ
国立国会図書館所蔵作品リスト、版元・中央公論新社ホームページを参照。
- 『日本映画発達史 I 活動写真時代』中央公論社、1957年、再版1968年
  - 中公文庫、1975年12月10日 ISBN 4122002850
  - 中央公論社、1980年2月18日 ISBN 9784124013214
- 『日本映画発達史 II 無声からトーキーへ』中央公論社、1957年、再版1968年
  - 中公文庫、1976年1月10日 ISBN 4122002966
  - 中央公論社、1980年3月17日 ISBN 9784124013221
- 『日本映画発達史 III 戦後映画の解放』中央公論社、1957年、再版1968年
  - 中公文庫、1976年2月10日 ISBN 4122003059
  - 中央公論社、1980年4月17日 ISBN 9784124013238
- 『日本映画発達史 IV 史上最高の映画時代』中央公論社、1968年
  - 中公文庫、1976年3月10日 ISBN 4122003156
  - 中央公論社、1980年5月16日 ISBN 9784124013245
- 『日本映画発達史 V 映像時代の到来』
  - 中公文庫、1976年7月10日 ISBN 4122003520
  - 中央公論社、1980年6月18日 ISBN 9784124013252

## 関連書籍
- 田中純一郎 『日本教育映画発達史』 蝸牛社、1979年9月
- 田中純一郎 『日本映画史発掘』 冬樹社、1980年4月
  - 改題『活動写真がやってきた』 中公文庫、1985年8月 ISBN 4122012457

解説は新藤兼人（映画監督・脚本家）『証言者の居場所』
- 田中純一郎 『秘録 日本の活動写真』 本地陽彦[15]編、ワイズ出版、2004年

## 註
1. 1 2 3 4 5 6 7  『日本映画発達史 I 活動写真時代』、1975年12月、中公文庫版、p.421-423.
2. ↑  『日本映画発達史 I 活動写真時代』、1975年12月、中公文庫版、p.28.
3. ↑  『日本映画発達史 III 戦後映画の解放』、中公文庫版、1976年2月、p.342-344.
4. ↑  『日本映画発達史 III 戦後映画の解放』、中公文庫版、1976年2月、p.364-391.
5. ↑  『日本映画発達史 IV 史上最高の映画時代』、中公文庫版、1976年3月、p.13.
6. ↑  『日本映画発達史 IV 史上最高の映画時代』、中公文庫版、1976年3月、p.422-424.
7. 1 2  『日本映画発達史 V 映像時代の到来』、中公文庫版、1976年7月、p.384-385.
8. 1 2  『日本映画発達史 II 無声からトーキーへ』、中公文庫版、1976年1月、p.392-393.
9. ↑  『日本映画発達史 V 映像時代の到来』、中公文庫版、1976年7月、p.387-530.
10. ↑  日本教育映画発達史、国立国会図書館、2010年2月8日閲覧。
11. ↑  『活動写真がやってきた』、中公文庫、1985年8月、p.278.
12. 1 2  田中純一郎、『講談社 日本人名大辞典』、講談社、コトバンク、2010年2月8日閲覧。
13. 1 2  日本映画発達史、中央公論新社、2010年2月8日閲覧。1980年版に関しては13ケタではなく12ケタの数字がISBNコードとして付されている。
14. ↑  NDL-OPAC検索結果、国立国会図書館、2010年2月8日閲覧。
15. ↑  日本映画史、日本映画文献に関する研究者で、田中の出身地・新田町での「田中純一郎記念・日本映画史フェスティバル」の実行委員、プロデューサーでもあった。